# Desaparecidos (programma televisivo)
Desaparecidos è un programma televisivo spagnolo dedicato alla ricerca di persone scomparse e ai misteri insoluti, in onda il mercoledì alle 21:30 su La 1, dal 2018 al 2019, e in seguito su La 3, condotto da Paco Lobatón e da Silvia Intxaurrondo.

## Il programma
In ogni puntata vengono riportati i casi di cittadini dispersi, in tutta la puntata vengono proposti immagini, rapporti e interviste in diretta con i parenti degli scomparsi, facendo appello al pubblico per collaborare e fornire informazioni sulla loro posizione, in modo che un gruppo di giornalisti vadano sul posto per controllare ed eventualmente dare le ultime notizie sui casi irrisolti. Le sparizioni di cittadini spagnoli vengono messe in onda anche in altre parti del mondo, così come la diffusione di storie di bambini rubati e ricerche biologiche. Il programma ha tuttavia un elenco in cui le persone che non vogliono essere cercate possono registrarsi.
Il 21 marzo 2018 si collegano in diretta con il programma italiano Chi l'ha visto?, per contribuire alla ricerca di Paco, sparito da più di 2 anni da Cordova.

## Edizioni
| Edizione | Inizio          | Fine          | Numero Puntate | Conduttore                         |
| -------- | --------------- | ------------- | -------------- | ---------------------------------- |
| 1        | 24 gennaio 2018 | 2 maggio 2018 | 15             | Paco Lobatón e Silvia Intxaurrondo |

## Cast

### Conduttori
- 24 gennaio 2018-oggi: Paco Lobatón e Silvia Intxaurrondo

### Inviati
- José Araque
- Mayte Carrasco
- Jaime Fernández
- Mercedes Forner
- Ana Hinestrosa
- Julia Lamas
- Elena Orteg

## Programmazione
La trasmissione va in onda il mercoledì alle 22:35 su La 1.

## Ascolti
| Edizione | Anno | Telespettatori | Share                |
| -------- | ---- | -------------- | -------------------- |
| 1        | 2018 | 1.496.750      | 10,02% (provvisorio) |